# 王钦卢
王钦卢（?—?），南北朝時陇西人。
早年随姚弋仲歸順后赵，擔任左将军。357年四月，与姚蘭、姚益等招纳羌、胡及秦民五萬多户，打算謀取关中。前秦苻生派苻黄眉、苻道、苻坚、邓羌等抗之。五月，姚襄被擒斩于三原（今陕西冯翊），王钦卢随姚苌降前秦。淝水之戰後, 王钦卢與张乾等五万余家共推姚萇为盟主，据秦岭北部地区。